# What Keeps You Alive
What Keeps You Alive è un film canadese del 2018, diretto e sceneggiato da Colin Minihan.

## Trama
Per festeggiare il loro primo anniversario di nozze, Jacqueline "Jackie" - che è diabetica - e Julie "Jules" - che si occupa di lei in quanto ha competenze mediche - decidono di fare una gita in un'isolata tenuta di campagna della famiglia di Jackie, posta a ridosso di un lago e di un bosco. La prima sera, però, le due ricevono l'inattesa visita di Sarah, un'amica d'infanzia di Jackie, che rivela inavvertitamente a Jules che in realtà sua moglie si chiama Megan e non Jackie. Il giorno dopo Jules è molto arrabbiata ma sua moglie riesce a calmarla raccontandole che quel nome non le era mai piaciuto e che aveva iniziato a odiarlo ancora di più quando aveva scoperto la sua omosessualità inoltre le racconta degli aneddoti di gioventù, incluse le prime battute di caccia con suo padre e l'amica d'infanzia Jennifer "Jenny".
La mattina successiva, mentre la moglie va in paese, Jules va a trovare Sarah e il marito Daniel, che vivono sull'altra sponda del lago, scoprendo che Jenny morì quando loro erano bambine, cosa taciutale dalla moglie. Stufa delle bugie e omissioni della moglie, Jules, durante un'escursione fra i boschi, la affronta e lei rivela che Jenny morì annegata mentre stavano attraversando il lago a nuoto e che la polizia la indagò per un po', eventi che la fecero soffrire molto. Dispiaciuta Jules decide di proseguire con l'escursione ma, all'improvviso la moglie la getta un burrone poi torna a casa, fa delle prove allo specchio per essere sicura di riuscire a recitare la parte della vedova addolorata e, infine, torna nel bosco dove, però, scopre che Jules è sopravvissuta e si sta nascondendo.
Al fine di trovare Jules, la moglie inizia a chiamarla recitando la parte della donna addolorata che ha fatto un errore ma, non sapendo di essere vista, rivela un volto privo di ogni emozione; mentre la moglie continua a cercarla, Jules riesce a tornare in casa e a medicarsi ma non a chiamare i soccorsi (non va Internet), così decide di raggiungere casa di Sarah e Daniel in canoa ma viene intercettata in mezzo al lago dalla moglie che la minaccia con un coltello che deve ritrarre quando Daniel, che le ha viste dal pontile di casa sua, le chiama. Capendo che è la sua unica speranza di salvarsi, Jules invita Sarah e Daniel a cena da loro quella sera. 
Tornate a casa, Megan dice a Jules che vuole ucciderla per incassare la sua assicurazione sulla vita e che in passato ha già fatto lo stesso con altre vittime poi la minaccia di non far insospettire minimamente Sarah e Daniel altrimenti li avrebbe uccisi: Jules si trattiene per tutta la serata ma, alla fine, cerca di avvisare Sarah così Megan, che se ne è accorta, uccide barbaramente la coppia, si disfa dei loro corpi e costringe Jules ad aiutarla a pulire.
Quella stessa notte Jules riesce a liberarsi dalla corda che la tiene legata al letto e uccidere Megan ma si tratta solo un sonno e il piano di Megan va avanti senza intoppi: Jules accetta di far colazione, rimuoversi i punti dalle ferite e andare con lei nel bosco per morire in un finto incidente. Mentre vanno nel bosco però Jules, quando sua moglie meno se lo aspetta, le inietta una dose di insulina molto alta che si è portata con sé di nascosto e così Megan, dopo aver inseguito Jules per un tratto di bosco, perde i sensi.
Inizialmente Jules decide di allontanarsi col fuoristrada ma poi, temendo che sua moglie sia ancora viva e che torni a cercarla, ritorna nel bosco e, infatti, vede che il corpo della donna non è dove l'ha lasciato. Decisa a porre fine alla minaccia, Jules torna in casa, vi attira Megan e la minaccia con un fucile per poi iniziare una furiosa lotta corpo a corpo nella quale Megan ha la meglio. È così che Megan, tramortita Jules, la portar nel bosco e la scaraventa nuovamente giù dal burrone per poi tornare a casa, denunciare la tragedia alla polizia e farsi da sola l'iniezione di insulina che aveva sempre finto di non sapersi fare.
Acceso il computer, però, Megan scopre un videomessaggio di Jules che rivela di aver alterato l'insulina aggiungendo una sostanza in grado di provocare coaguli e che, dopo alcune somministrazioni, le avrebbe provocato un ictus. È così che Megan, che inizia effettivamente a star male, scappa nel bosco dove viene colpita da un ictus e ricorda quando, da bambina, dopo aver sparato a un'orsa si rese conto di godere nel vederla soffrire, al punto da decidere di fare finta che il suo fucile si fosse bloccato e non potesse finirla. Mentre Megan muore Jules, in fondo al burrone, respira ancora.

## Produzione
Inizialmente, il film avrebbe dovuto incentrarsi su una coppia eterosessuale in cui uno dei due componenti è uno psicopatico intenzionato a eliminare l'altro; solo in un secondo momento, il regista ha optato per incentrare la vicenda su una coppia omosessuale. Le riprese si sono tenute presso la municipalità distrettuale di Muskoka, in Ontario.
L'attrice Brittany Allen, che interpreta il ruolo di Jules, ha inoltre composto la colonna sonora del film, segnando dunque il suo debutto in tali vesti.

## Distribuzione
Presentato in anteprima al SXSW Film Festival 2018 e successivamente in vari altri festival, il film è stato distribuito nei cinema soltanto nelle città di Los Angeles e New York il 24 agosto 2018, venendo distribuito contemporaneamente nel mercato on demand.

## Accoglienza
Sull'aggregatore Rotten Tomatoes il film riceve l'80% delle recensioni professionali positive con un voto medio di 6,7 su 10 basato su 54 critiche, mentre su Metacritic ottiene un punteggio di 66 su 100 basato su 15 critiche.